# 達爾文雀
達爾文雀（英語：Darwin's finches）或加拉巴哥雀是多種近緣的雀鳥物種，由查爾斯·達爾文所發現，當中有約13種在加拉巴哥群島生活，另有一種在科科斯群岛。
達爾文在小獵犬號往南美的旅程對他推導出天擇演化理論有貢獻，故經常有人認為這些物種對達爾文推論出生物演化的過程有其貢獻，但這不是事實：當遇到這些雀時達爾文認為他們不是近緣物種，事實上他認為這些根本不是雀(finches)。之後格蘭特夫婦深入地研究並记录在這些雀身上的演化變化。自1973年起，這對夫婦花了許多年追蹤跨數代的數千個個體，結果呈現出個別物種對環境變化的反應。《雀喙之謎》是對於格蘭特夫婦研究成果的討論報導的一本書。
這些鳥幾乎是同樣體形(10–20 cm)。在不同種間鳥喙的尺寸跟形狀有最大的不同，因鳥喙高度適應其食物來源。顏色有棕色或黑色也有著不同的行為跟歌唱旋律。
地雀屬內的六個物種可產生雜交種，且形態分佈連續，故有研究認為此六個物種應該視為同一個物種的不同生態型（ecomorph）。

## 種
- 地雀属 Geospiza
  - 大仙人掌地雀 (G. conirostris)
  - 尖嘴地雀 (G. difficilis)
  - 吸血地雀 (G. septentrionalis)
  - 勇地雀 (G. fortis)
  - 小地雀 (G. fuliginosa)
  - 大嘴地雀 (G. magnirostris)
  - 仙人掌地雀 (G. scandens)
- 树雀属 Camarhynchus
  - 大树雀 (C. psittacula)
  - 中树雀 (C. pauper)
  - 小树雀 (C. parvulus)
  - 鴷形树雀（英语：Camarhynchus pallidus） (C. pallidus)
  - 红树林树雀 (C. heliobates)
- 加岛莺雀属 Certhidea
  - 绿莺雀（英语：Certhidea olivacea） (C. olivacea)
  - 灰莺雀（英语：Certhidea fusca） (C. fusca)
- 植食树雀属 Platyspiza
  - 植食树雀 (P. crassirostris)
- 可可岛雀属 Pinaroloxias
  - 可岛雀 (P. inornata)